# 카라슈세베린주

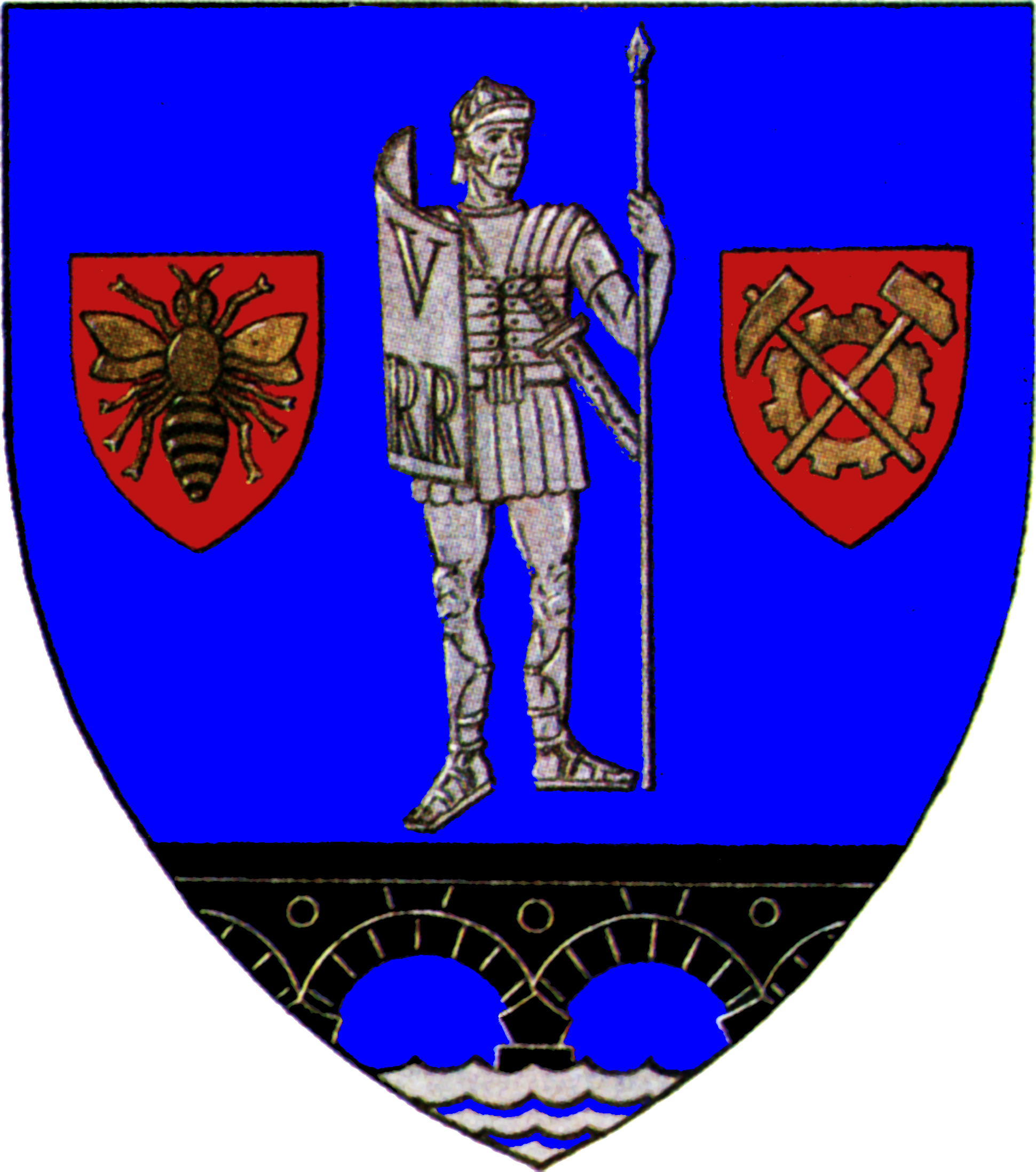
주 문장

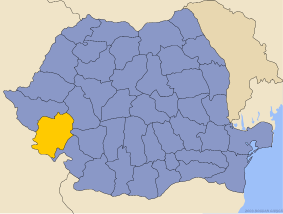
카라슈세베린 주의 위치

카라슈세베린주(루마니아어: Judeţul Caraș-Severin, 세르비아어: Караш Северин, Karaš Severin, 크로아티아어: Karaš-Severin, 헝가리어: Krassó-Szörény, 불가리아어: Караш-Северин)는 루마니아 남동부에 위치한 주로, 주도는 레시차이며 면적은 8,514km2, 인구는 333,219명(2002년 기준), 인구 밀도는 39명/km2, ISO 3166-2 코드는 RO-CS이다.
역사적인 지방인 바나트(주 대부분 지역에 걸쳐 있음)와 트란실바니아 지방(주 소수 지역에 걸쳐 있음)에 걸쳐 있고 다뉴브강이 흐른다. 동쪽으로는 후네도아라 주와 고르지 주, 북쪽으로는 티미슈 주, 남동쪽으로는 메헤딘치 주, 서쪽과 남서쪽, 남쪽으로는 세르비아 보이보디나 자치주와 접하며 2개 시와 6개 마을, 69개 지방 자치체를 관할한다.
주 전체 인구 가운데 88.24%는 루마니아인이며 로마인(2.37%)과 크로아티아인(1.88%), 독일인(1.84%), 세르비아인(1.82%), 헝가리인(1.74%), 우크라이나인(1.05%)도 거주한다.